# 잭킹콩
잭킹콩은 대한민국의 인디 록밴드이다. 2019년 EP 앨범 [Moondance]로 데뷔했다.

## 방송
- 그레이트 서울 인베이전 (2022) - Top45